# Pequizeiro
Pequizeiro é um município brasileiro do estado do Tocantins. Localiza-se a uma latitude 08º35'37" sul e a uma longitude 48º56'03" oeste, estando a uma altitude de 283 metros. Em 2004 sua população era estimada em 5 170 habitantes.

## História
Segundo depoimentos dos moradores mais antigos da localidade, por volta do ano de 1943, um grupo de caçadores liderados por Inácio de Souza Parente e Manoel Ribeiro de Souza encontraram algumas pedras de cristal de rocha, do tipo quartzo, na localidade onde atualmente é a povoação. A descoberta do cristal mudou o panorama da região e depois de iniciado o garimpo no local para ali se dirigiram pessoas de diversas regiões, em especial do Maranhão, Piauí e do sul de Goiás. Algum tempo depois foi construída uma pista de pouso para aviões de pequeno porte, esta ficava localizada onde atualmente é a Avenida Salgado Filho (o principal logradouro da cidade). As aeronaves levantavam voos diários da povoação transportando pessoas ou o produto do garimpo. Nesse período o principal pólo de venda do cristal produzido nos garimpos da região era a cidade de Carolina, no estado do Maranhão.
Em razão ao grande número de árvores de 'Pequi'  que tinha na localidade diversas atividades eram realizadas sob a sombra dos pequizeiros. Ali garimpeiros e compradores de cristal realizavam negócios com o precioso minério. Dizem os antigos, que os viajantes e negociadores em comitiva no trajeto do Rio Tocantins para o Rio Araguaia em tropas, fizeram deste local ponto importante de encontro e realizações de negócios. Era o pouso, ou a pousada, do pequizeiro, fato que levou à origem do nome do atual município.
O Senhor Longuinho Vieira Junior, que com seus familiares mudou para o local por causa do sucesso dos garimpos de cristal, é considerado o fundador do Município de Pequizeiro. Vieira Junior trouxe um grande número de trabalhadores que exerciam suas atividade em um escritório de beneficiamento de cristal de sua propriedade ou nas diversas estradas que o mesmo abriu na região. Outros diversos feitos são atribuídos a "Seu Longo", como era conhecido, como a compra do primeiro automóvel a chegas na região, a aquisição do primeiro motor de luz e da primeira máquina de beneficiar arroz a serem instalados em Pequizeiro. Ele, também, teria construído a primeira escola da localidade.
Durante os primeiros anos de sua existência a povoação de Pequizeiro fazia parte do município de Araguacema, cidade da qual Vieira Junior foi Prefeito. Os moradores mais antigos relatam que por orientação de "Seu Longo" o Deputado Estadual, Antonio Balestra Filho, que era seu genro, conseguiu a aprovação da junto à Assembleia Estadual de Goiás, da Lei Estadual nº 4.595 de 1° de Janeiro de 1.963 que concedeu autonomia política a Pequizeiro. A instalação do novo Município se deu fois anos depois em 1º de Janeiro de 1.965. Foi nomeado como 1º prefeito o Senhor João Bezerra de Souza que governou o município até 1968.
Na sequência administrativa do município, de 1968 a 1971, foi prefeito, Abendigá Máximo Rodrigues; de 1971 a 1976, o gestor foi Celso Lacerda Barros e de 1977 a 1982, Antonio Paulino da Silva. Na gestão deste através da Lei nº 8.809, de 14 de maio de 1980, aprovada pela Câmara Municipal se efetivou a transferência da sede do município para Colméia. Esse fato foi a culminância de um processo que havia se iniciado anos antes devido ao desenvolvimento económico e populacional de Colméia. Políticos daquela localidade já reivindicavam o reconhecimento da importância da povoação que primeiro foi elevada à condição de Distrito em 1968 e depois a Cidade em 1980. A superioridade demográfica de Colmeia ficou provada nas eleições de 1976 quando Antonio Paulino, morador de Colméia, sagrou-se vencedor do sufrágio.
Pequizeiro, destituído da sede administrativa passa à condição de Distrito de Colmeia e assim permanece até sua reemancipação pela Lei Estadual nº 10. 397 de 30 dezembro 1.987. Aprovada a nova autonomia do Município de Pequizeiro foi realizadas eleições em 17 de abril de 1989 e em 1º Junho de 1.989 instalado os Poderes Legislativo e Executivo da cidade. Nessa nova fase foram prefeitos na cidade os senhores: Herbertino de Oliveira, de 1989 a 1992, Valdeir Figueiredo de Mello, de 1993 a 1996, Gaspar Luis de Oliveira, de 1997 a 2000, João Abadio de Oliveira, de 2001 a 2008, Arlete Nascimento, de 1º de janeiro de 2009 a 2012, Paulo Roberto Toledo, de 1º de janeiro de 2013 a 2016.